# Тургужан
Тургужан — деревня в Ужурском районе Красноярского края России. Входит в состав Прилужского сельсовета.

## География
Деревня расположена в 55 км к югу от районного центра Ужур.
Около Тургужана находится река Чулым.

## Население
| 2010 |
| ---- |
| 428  |